# Sergio Focardi
Sergio Focardi (* 6. Juli 1932 in Florenz; † 22. Juni 2013 in Bologna) war ein italienischer Physiker und Hochschullehrer.

## Leben
Nach dem Schulbesuch in Florenz gewann Focardi 1950 den Zulassungswettbewerb der Scuola Normale Superiore in Pisa. Das dortige Studium der Physik schloss er im November 1954 mit Auszeichnung ab. Darauf lehrte er als Assistent an der Universität Pisa.
1956 wechselte Focardi an die Universität Bologna.
In den frühen 1960er Jahren verbrachte Focardi seine Zeit am CERN in Genf.
Ab 1971 wurde Focardi zwölfmal in den Rat der Società Italiana di Fisica wiedergewählt. 1973 wurde er Direktor der Sektion Bologna des Istituto Nazionale di Fisica Nucleare (INFN) (bis 1976). 1977 wurde Focardi nach einem einmonatigen Zwischenspiel an der Universität Messina Ordentlicher Professor an der Universität Bologna. 1980–1989 war er Vorsitzender der Fakultät der mathematischen, physikalischen und Naturwissenschaften der Abteilung der Universität Bologna in Cesena. 1988–1990 war Focardi Präsident des Koordinationskomitees der italienischen wissenschaftlichen Gesellschaften (COASSI). 1992–2000 war Focardi Präsident des Rates des Informatik-Studiengangs in Cesena. Er gründete diese Studiengänge in Bologna und Cesena und einen Ökologie-Studiengang in Ravenna.
1989 beobachtete der Biophysiker Francesco Piantelli an der Universität Siena bei Experimenten mit Gangliosiden in einer Wasserstoff-Atmosphäre auf einer Nickel-Unterlage eine ungewöhnliche Wärmeentwicklung. Piantelli teilte dies Focardi mit, und beide beschlossen, dies mit einer Arbeitsgruppe genauer zu untersuchen. Der Gruppe schloss sich Roberto Habel an der Universität Cagliari und Mitglied des INFN an. Nach langen Untersuchungen stellten sie schließlich 1994 in einer Pressekonferenz in der Großen Aula der Universität Siena ihr Experiment der Energiegewinnung durch eine Niedrig-Energie-Kernreaktion (LENR) vor, das sich deutlich unterschied von dem 1989 von Stanley Pons und Martin Fleischmann vorgestellten Experiment. Allerdings konnte Antonino Zichichis Gruppe am CERN dieses Experiment nicht reproduzieren. Piantelli und Focardi blieben bei ihrem Anspruch, obwohl die Reproduktionsversuche anderer weiterhin erfolglos blieben. Focardi entwickelte zusammen mit dem Erfinder und Unternehmer Andrea Rossi auf der Basis seines Experimentes den E-Cat (Energy Catalizer), den sie 2011 öffentlich in Bondeno vorstellten. Eine gründliche Untersuchung des Gerätes erlaubte Rossi nicht. Mehrere Gutachter sahen daher von einer abschließenden Beurteilung ab. Der LENR-Blogger Krivit trug Belege dafür zusammen, dass Rossi systematisch das Gerät manipulierte, um den Eindruck einer nennenswerten Energieproduktion zu erwecken.
Am 22. Juni 2013 verstarb Focardi nach langer Krankheit.